# Victor Hayward
Victor George Hayward (23 de outubro de 1887, Londres - 8 de maio de 1916, Antártica) foi um explorador polar.

## História
Atuou como guarda-livros londrino. Em busca de aventura   trabalhou em uma fazenda de gado no Canadá aonde adquiriu experiência com o trato de cães de trenós. Foi escolhido Sir Ernest Shackleton para participar como ajudante do Grupo do Mar de Ross da Expedição Transantártica Imperial (1914–1917).
O objetivo do Grupo do Mar de Ross, era instalar depósitos de suprimentos na Grande Barreira de Gelo desde o Mar de Ross até ao Glaciar Beardmore, que seriam utilizados pelo grupo que deveria desembarcar no lado oposto, na costa da Antártida banhada pelo Mar de Weddell, e atravessar o continente a pé, através do Polo Sul até ao Mar de Ross.
Victor Hayward chegou ao continente antártico a bordo do SY Aurora. Ele foi um dos dez membros da equipe que ficaram presos no gelo depois que o navio soltou as amarras. Hayward desapareceu em 8 de maio de 1916 com Aeneas Mackintosh ao caminhar sobre a superfície congelada do Estreito de McMurdo, na esperança de chegar ao acampamento base da expedição no Cabo Evans. Seu corpo nunca foi encontrado. Sete anos mais tarde, Hayward recebeu postumamente a Medalha de Alberto por seus esforços para salvar a vida de seus companheiros.